# Yamagata Bantō
Yamagata Bantō (山片 蟠桃?; Takasago, 1748 – Osaka, 31 marzo 1821) è stato uno scrittore e astronomo giapponese.
Noto residente di Osaka, fu sia commerciante che studioso. Fu il capo contabile dei cambiavalute Masuya. Studiò confucianesimo da Nakai Chikuzan e da suo fratello Nakai Riken, e astronomia da Asada Goryu presso la Scuola Kaitokudō durante la sua età d'oro. Malgrado la sua cattiva vista, dedicò 18 anni della sua vita a scrivere il libro intitolato Yumenoshiro ("Invece dei Sogni") che ebbe fino a 12 volumi. In questo libro sostenne la teoria eliocentrica, criticò l'Età degli dei e difese l'ateismo. Svolse un ruolo pionieristico nel determinare la modernizzazione del pensiero in Giappone e contribuì a farlo progredire dal suo sistema feudale vecchio di secoli.
La prefettura di Osaka ha istituito recentemente un premio di cultura internazionale chiamato Premio Yamagata Bantō.